# Cantone di Orthe et Arrigans
Il Cantone di Haute Lande Armagnac è una divisione amministrativa dell'Arrondissement di Dax.
È stato costituito a seguito della riforma approvata con decreto del 18 febbraio 2014, che ha avuto attuazione dopo le elezioni dipartimentali del 2015.

## Composizione
Comprende i 24 comuni di:
- Bélus
- Cagnotte
- Cauneille
- Estibeaux
- Gaas
- Habas
- Hastingues
- Labatut
- Mimbaste
- Misson
- Mouscardès
- Oeyregave
- Orist
- Orthevielle
- Ossages
- Pey
- Peyrehorade
- Port-de-Lanne
- Pouillon
- Saint-Cricq-du-Gave
- Saint-Étienne-d'Orthe
- Saint-Lon-les-Mines
- Sorde-l'Abbaye
- Tilh